# Кампање-Чамплан (Долина Аосте)
Кампање-Чамплан је насеље у Италији у округу Долина Аосте, региону Долина Аосте.
Према процени из 2011. у насељу је живело 29 становника. Насеље се налази на надморској висини од 524 м.